# Gul Mohammed
Gul Mohammed (né le 15 février 1957, mort le 1er octobre 1997 à Ballimaran près de Delhi, en Inde) est reconnu par le Livre Guinness des records comme le second plus petit homme du monde ayant été mesuré. En 1990, il mesurait à peine 57,12 cm pour 17 kg.
Très pauvre, il survivait en vendant des biscuits et des bonbons en bord de route, et grâce à l'aide financière d'amis et d'associations caritatives.
Il est mort en 1997 d'une crise cardiaque. Il souffrait de complications respiratoires dues à un tabagisme important.